# Rhytiphora sellata
Rhytiphora sellata är en skalbaggsart som först beskrevs av Stefan von Breuning 1938.  Rhytiphora sellata ingår i släktet Rhytiphora och familjen långhorningar. Inga underarter finns listade i Catalogue of Life.